# 글로스터 공작 리처드
글로스터 공작 리처드(영어: Prince Richard, Duke of Gloucester, 1944년 8월 26일~)는 영국 왕실의 일원이다. 그는 글로스터 공작 헨리와 글로스터 공작부인 앨리스의 둘째 아들이며, 조지 5세와 테크의 메리의 아홉 손자 및 손녀 중 막내이다. 그는 영국 왕위 계승 서열 32위이며, 그의 삼촌이었던 조지 6세의 후손이 아닌 명단에서 가장 높은 사람이다. 그가 태어났을 때, 그는 왕위 계승 서열 5위였다.
리차드는 그의 형인 윌리엄이 죽을 때까지 건축가로서 일을 했고, 그가 1974년에 성공한 아버지의 글로스터 공국을 계승하기 위해 그를 직계로 배치했다. 그는 1972년 7월 8일에 비르기트 판 데어르 헨릭센과 결혼했다. 그들은 1남 2녀를 두었다. 